# Fernando Bujones
Fernando Bujones (Miami, 9 de março de 1955 — Miami, 10 de novembro de 2005) foi um bailarino estadunidense.

## Biografia
Nascido em Miami, Florida, de pais cubanos, Bujones era considerado um dos maiores bailarinos do século XX e aclamado como grande bailarino estadunidense de sua geração.
Suas primeiras aulas formais de balé foram no Ballet Nacional de Cuba, dirigido por Alicia Alonso, que frequentou por um ano e meio. Em 1967 recebeu um bolsa de estudos na American Ballet, a escola oficial do New York City Ballet Company. Estudou ali durante cinco anos; seus professores eram alguns dos mais renomados instrutores de balé do mundo, como Stanley Williams, André Eglevsky, e José Imendez, seu instrutor particular.
Juntou-se ao American Ballet Theatre, uma das mais proeminentes companhias de danças do mundo, em 1972. No ano seguinte tornou-se solista, e em 1974, principal bailarino e, aos 19 anos, não só se tornou um dos mais jovens bailarinos principais do mundo, mas também um dos mais jovens da história do ABT. Foi durante aquele período que Mikhail Baryshnikov desertou da União Soviética e foi admitido pelo ABT, em 1974. Trabalharam juntos como bailarinos por seis anos, após os quais Bujones começaria a trabalhar sob direção artítista de Baryshnikov.
Durante sua carreira de 30 anos como dançarino, atuou como artista convidado em 34 países e em mais de 60 companhias, como American Ballet Theatre, The Royal Ballet, Balé de Stuttgart, Ópera de Paris, The Royal Danish Ballet, Scala de Milão, The Vienna State Opera Ballet, The Australian Ballet, The National Ballet of Canada, Boston Ballet, entre outros. Compôs duplas com muitas das mais celebradas bailarinas do século XX como Dame Margot Fonteyn, Natália Makarova, Carla Fracci, Cynthia Gregory, Marcia Haydee, Gelsey Kirkland, e Marianna Tcherkassky.
Foi diretor artístico adjunto durante um ano na década de 1980 do corpo de balé do Theatro Municipal do Rio de Janeiro. Foi casado com Márcia Kubitschek, filha do ex-presidente Juscelino Kubitschek. E com ela teve sua única filha Alejandra.
Estava atualmente casado com Maria Bujones e era diretor artístico do Orlando Ballet em Orlando. Morreu de melanoma em 10 de novembro de 2005 em Miami, Flórida.
Em 2009 o livro Fernando Bujones: An Autobiography e o documentário The Extraordinary Journey of Fernando Bujones foram lançados. O livro escrito por Bujones até a sua repentina morte conta a trajetória de sua vida e carreira. A crítica especializada da revista Dance Europe descreveu o livro como uma "excelente leitura" e "a história de Bujones lê-se como um roteiro de filme sobre o tema do sonho Americano!"